# Manannan

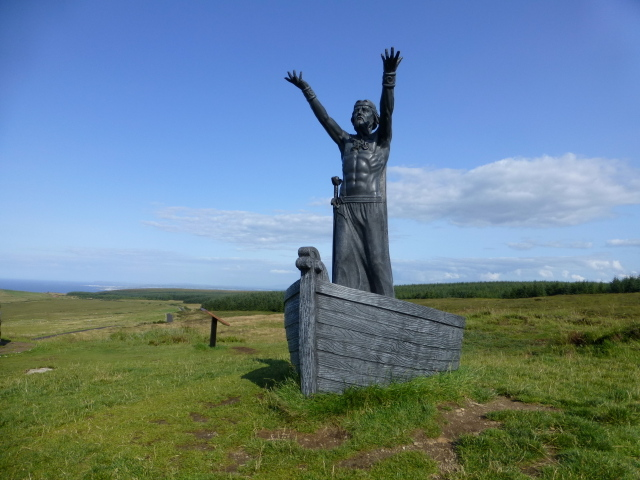
Skulptur av Manannan mac Lir på Irland.

Manannan (ibland Manannan mac Lir, det vill säga "son av Lir") var en havsgud i den keltiska mytologin på Irland och möjligen också en fruktbarhetsgud.  Manannan sägs rida på sin häst över havet som om det var torra land och han beskrivs som mycket gästfri mot sina vänner. Det var Manannan som skänkte Cormac den magiska kultbägaren och det sägs att ön Isle of Man är uppkallad efter honom.